# Akani Pata
Akani Pata, ook wel Akani Kampu, is een plaats in het ressort Tapanahony in Sipaliwini, Suriname. De ligging is twee kilometer stroomopwaarts vanaf Apetina. Tussen beide plaatsen in ligt de Apetina Airstrip met een verbinding met Zorg en Hoop Airport in Paramaribo.
In Akini Pata wonen enkele inheemse huishoudens van het volk Wayana.
Affivisiti · Agaigoni · Ajokojokondre · Akani Pata · Aloepi 1 & 2 · Alopi · Antino · Antonio do Brinco · Apetina · Benanoe · Benzdorp · Clementi · Cottica · Draai · Drietabbetje · Gakaba · Godo-olo · Godoro · Granbori · Herminadorp · Intelewa · Kampoe · Kawemhakan · Koemakapan · Kontina · Lensidede · Maboga · Maisa Kampu · Manlobi · Moitaki · Monpoesoe · Nikie · Paloemeu · Peleloe Tepoe · Peruano · Poeketi · Poeloegoedoe · Ronaldo · Sajé · Tjon Tjon · Tutu Kampu · Wanfinga · Wehejok